# Jean-Baptiste de Mornat
Jean-Baptiste de Mornat (ou Moronato) est un religieux italien né au XVIe siècle et mort en 1632.
Il fut conseiller aumônier du roi Henri IV et de la reine Marie de Medicis, abbé commendataire de l'Abbaye de Saint-Michel-en-Thiérache.
De 1598 à 1628, il fixa sa résidence dans cette abbaye et s'attela à la lourde tâche de reconstruire et faire renaitre cette dernière.
Il fut inhumé dans la Chapelle de Saint-Jean-Baptiste et de Saint-Albert du Couvent des Carmes Déchaussés de Paris.